# The Outer Worlds
The Outer Worlds è un videogioco action RPG del 2019, sviluppato da Obsidian Entertainment e pubblicato da Private Division per PlayStation 4, Xbox One, Nintendo Switch e Microsoft Windows. Il gioco è stato distribuito il 25 ottobre 2019, mentre la versione per Nintendo Switch è uscita il 5 giugno 2020. Una versione rimasterizzata del gioco intitolata The Outer Worlds: The Spacer's Choice Edition è uscita il 7 marzo 2023 per PlayStation 5, Xbox Series X e Microsoft Windows. Il 13 giugno 2021 alla conferenza E3 di Xbox, viene annunciato The Outer Worlds 2 in esclusiva console per Xbox Series X/S e un'uscita anche per PC, senza data, ironizzato con il trailer che è nelle fasi iniziali dello sviluppo.

## Trama
Il gioco è ambientato in un futuro alternativo, divergente nel 1900, in cui il presidente statunitense William McKinley è sopravvissuto al suo assassinio (che fu ordito da Leon Czolgosz e avvenne al 
Pan-American Exposition). Come risultato, Theodore Roosevelt non gli è mai succeduto, permettendo ai grandi affaristi di dominare la società nel futuro, dove le megacorporazioni hanno iniziato a colonizzare e terraformare pianeti alieni, con risultati variabili. Si è persino arrivati a viaggi che superano la velocità della luce, permettendo quindi di raggiungere punti opposti negli estremi della galassia.
Una delle navi coloniali, però, dopo 9 anni di viaggio a velocità iperluce (su 10) subisce un guasto al motore e viene data per dispersa (con il Consiglio che gestisce la colonia che mantiene il riserbo sulla faccenda). Il personaggio interpretato dal giocatore, uno dei passeggeri della nave dispersa, viene svegliato dal suo stato d'ibernazione per mano di uno scienziato impazzito di nome Phineas Welles e, dopo aver scoperto che buona parte dei passeggeri è ancora in ibernazione, inizia un viaggio nella colonia sull'Inaffidabile, la nave dell'ex capitano Alex Hawthorne che resta ucciso nello schianto della capsula del giocatore a Vallesmeralda. Il gioco include varie fazioni e una storia diramata che cambia a seconda delle scelte del giocatore.

### DLC
Sono stati sviluppati 2 DLC per il gioco.
Pericolo su Gorgone (uscito il 9 settembre 2020) vede il giocatore recarsi sull'omonimo asteroide per indagare sulla scomparsa della Dr.ssa Olivia Ambrose, su commissione di sua figlia Minnie.
Gorgone era la sede di un progetto dell'azienda Soluzioni Spaziali e il luogo dove è stata creata l'adrenacronina ma qualcosa andò storto e il progetto fu cancellato e abbandonato. Vengono anche introdotti nuovi equipaggiamenti come armi e armature, anche unici. Inoltre il livello massimo del giocatore viene incrementato da 30 a 33 e quello delle abilità da 100 a 150 (alcuni skill checks sono stati incrementati in risposta a quest'ultimo aumento). 
Il secondo DLC è Assassinio su Eridano ed è uscito il 17 marzo 2021.
Viene introdotto il Complesso Atmosferico Eridanos (dove la Rizzo produce le sue bevande) in cui il giocatore dovrà indagare sull'omicidio dell'attrice Ruth Bellamy. 
Oltre a nuovo equipaggiamento unico e non, viene ulteriormente aumentato il livello massimo del giocatore di 3 punti portandolo a 36 (33 se non si ha installato Pericolo su Gorgone) e aggiunti nuovi vantaggi e difetti.

## Modalità di gioco
The Outer Worlds è un videogioco d'azione di ruolo in prima persona. Nelle fasi iniziali del gioco, il giocatore può personalizzare e caratterizzare a proprio piacimento il suo personaggio. Sebbene il giocatore non possa controllare la propria astronave, essa è in grado di fare un viaggio rapido per accedere alle diverse aree del gioco e all'inventario del giocatore. Oltre ad avere a disposizione delle missioni e storie personali, il giocatore può affrontare o reclutare i personaggi non giocanti, che accompagneranno il giocatore nella sua avventura e lo assisteranno nel combattimento. Inoltre il comportamento dei compagni può variare in diversi modi: potranno agire eroicamente, oppure in maniera aggressiva o stupida.
Nei combattimenti, il giocatore può usare armi da mischia oppure da fuoco (che possono essere leggere, pesanti o energetiche), tutte armi che possono anche infliggere danni elementali se personalizzate dal giocatore a tale scopo. Il giocatore, però, può anche evitare le situazioni da combattimento usando le sue abilità stealth oppure in maniera sociale (ovvero attraverso la persuasione, gli inganni o l'intimidazione). Ogni volta che il giocatore sale di livello, ottiene punti esperienza per sé e i suoi compagni con i quali possono sbloccare nuove abilità, e quindi migliorare la loro efficacia in combattimento. Il giocatore può sviluppare anche le sue abilità tecniche, che si dividono in Scienza, Medicina e Ingegneria (ad esempio, il giocatore può usare un raggio miniaturizzante con le apposite abilità Scientifiche). Inoltre, sempre il giocatore può usare la sua abilità speciale, la "Dilatazione Tattica del Tempo", rallentando il tempo e mostrando le statistiche di salute degli avversari, dando al giocatore un vantaggio tattico. Il giocatore può migliorare le caratteristiche di combattimento e di resistenza dei propri compagni. I successi e i fallimenti del giocatore in vari compiti possono donare vari vantaggi e svantaggi.

## Sviluppo
Sviluppato da Obsidian Entertainment e pubblicato da Private Division il progetto vide la luce a maggio 2016, descritto come il più ambizioso di sempre, esso fu rivelato solamente nel 2018 presentandosi con un trailer ai The Game Awards, suscitando un grande interesse dal pubblico.
Al progetto hanno lavorato, oltre ad una settantina di persone, anche Tim Cain e Leonard Boyarsky, ex game's directors di Fallout, che grazie alla loro esperienza riuscirono a mescolare a temi abbastanza sensibili e drammatici, temi più divertenti, creando un miscuglio veramente originale ed efficace. La sceneggiatura del videogioco è stata scritta da Boyarsky e Megan Starks.
Durante la lavorazione del titolo, Obsidian fu acquisita dalla Microsoft come studio first party. Take Two Interactive riuscì ad assicurarsi i diritti di pubblicazione in tempo ed il titolo non divenne un'esclusiva Xbox one.
Il gioco venne pubblicato il 25 ottobre 2019 per Ps4 e Xbox One; uscì anche su PC, ma solo in esclusiva temporanea su Epic Games Store e Microsoft Store, il che causò l'ira dei giocatori che vollero che il titolo venisse pubblicato anche su Steam, scatenando una serie di recensioni negative a tutti i giochi Obsidian su quest'ultima piattaforma. Nel luglio 2019, la Obsidian annunciò che era al lavoro per portare il titolo anche su Nintendo Switch, dando il 6 marzo 2020 come data di lancio per questa console. A causa dello scoppio della pandemia di COVID-19 avvenuta a gennaio 2020 in Cina, la data d'uscita è stata posticipata ad un giorno non precisato, per poi venire confermata essere il 5 giugno 2020.
Il 9 settembre 2020 è stato pubblicato il primo contenuto scaricabile del gioco, intitolato Pericolo su Gorgone.

## Accoglienza
| Testata                          | Versione | Giudizio |
| -------------------------------- | -------- | -------- |
| Metacritic (media al 22-10-2019) | PC       | 82/100   |
| Metacritic (media al 22-10-2019) | PS4      | 86/100   |
| Metacritic (media al 22-10-2019) | XONE     | 85/100   |
| Destructoid                      | -        | 9/10     |
| EGM                              | -        | 5/5      |
| Game Informer                    | -        | 9.25/10  |
| GameSpot                         | -        | 9/10     |
| GamesRadar+                      | -        | 4/5      |
| IGN                              | -        | 8.5/10   |
| PC Gamer                         | -        | 79/100   |
| PCGamesN                         | -        | 7/10     |

The Outer Worlds ha ricevuto un'accoglienza favorevole stando alle recensioni aggregate su Metacritic. Il gioco ha venduto oltre due milioni di copie, eccedendo le aspettative delle pubblicazioni.

### Premi
| Anno | Premio                        | Categoria                                         | Esito           | Nota          |
| ---- | ----------------------------- | ------------------------------------------------- | --------------- | ------------- |
| 2019 | Game Critics Awards           | Best of Show                                      | Candidato/a     | [ 34 ]        |
| 2019 | Game Critics Awards           | Best Original Game                                | Vincitore/trice | [ 34 ]        |
| 2019 | Game Critics Awards           | Best PC Game                                      | Candidato/a     | [ 34 ]        |
| 2019 | Game Critics Awards           | Best Role-Playing Game                            | Candidato/a     | [ 34 ]        |
| 2019 | 2019 Golden Joystick Awards   | Ultimate Game of the Year                         | Candidato/a     | [ 35 ]        |
| 2019 | Titanium Awards               | Best RPG                                          | Vincitore/trice | [ 36 ] [ 37 ] |
| 2019 | The Game Awards 2019          | Game of the Year                                  | Candidato/a     | [ 38 ]        |
| 2019 | The Game Awards 2019          | Best Narrative                                    | Candidato/a     | [ 38 ]        |
| 2019 | The Game Awards 2019          | Best Performance (Ashly Burch)                    | Candidato/a     | [ 38 ]        |
| 2019 | The Game Awards 2019          | Best RPG                                          | Candidato/a     | [ 38 ]        |
| 2020 | New York Game Awards          | Big Apple Award for Best Game of the Year         | Vincitore/trice | [ 39 ] [ 40 ] |
| 2020 | New York Game Awards          | Statue of Liberty Award for Best World            | Candidato/a     | [ 39 ] [ 40 ] |
| 2020 | New York Game Awards          | Herman Melville Award for Best Writing            | Candidato/a     | [ 39 ] [ 40 ] |
| 2020 | 23rd Annual D.I.C.E. Awards   | Outstanding Achievement in Story                  | Candidato/a     | [ 41 ] [ 42 ] |
| 2020 | 23rd Annual D.I.C.E. Awards   | Role-Playing Game of the Year                     | Vincitore/trice | [ 41 ] [ 42 ] |
| 2020 | NAVGTR Awards                 | Art Direction, Fantasy                            | Vincitore/trice | [ 43 ]        |
| 2020 | NAVGTR Awards                 | Character Design                                  | Vincitore/trice | [ 43 ]        |
| 2020 | NAVGTR Awards                 | Game, Original Role Playing                       | Vincitore/trice | [ 43 ]        |
| 2020 | NAVGTR Awards                 | Performance in a Comedy, Supporting (Ashly Burch) | Vincitore/trice | [ 43 ]        |
| 2020 | NAVGTR Awards                 | Writing in a Comedy                               | Vincitore/trice | [ 43 ]        |
| 2020 | SXSW Gaming Awards            | Most Promising New Intellectual Property          | In attesa       | [ 44 ]        |
| 2020 | SXSW Gaming Awards            | Excellence in Visual Achievement                  | In attesa       | [ 44 ]        |
| 2020 | Game Developers Choice Awards | Best Narrative                                    | In attesa       | [ 45 ]        |
| 2020 | GLAAD Media Awards            | Outstanding Video Game                            | In attesa       | [ 46 ]        |

## Adattamento
Nell'agosto del 2024 è stato annunciato che un cortometraggio animato dedicato a The Outer Worlds 2 sarà presente nella serie televisiva antologica Secret Level, in uscita il 10 dicembre 2024.